# Дев Пател
Дев Пател (енгл. Dev Patel; 23. април 1990) је британски глумац. Најпознатији је по улози Џамала Малика у филму Милионер са улице. За ту улогу је добио номинацију награде БАФТА за најбољег глумца у главној улози и освојио Награду Удружења телевизијских филмских критичара за најбољег младог глумца/глумицу и Награду Удружења филмских глумаца за најбољу филмску поставу.

## Биографија
Пател је рођен у Лондонској општини Хароу 23. априла 1990. године. Његови родитељи су пореклом Гуџарати Хиндуси из Индије. У Хароуу је завршио основну и средњу школу. Прву улогу добио је у школској представи Вилијама Шекспира Богојављенска ноћ. У детињству се такође бавио теквондом. Учествовао је на разним државним и међународним такмичењима.
Са својом партнерком из филма Милионер са улице, Фридом Пинто, био је скоро шест година у романтичној вези.

## Филмографија
| Улоге  |                                     |               |                     |          |
| Година | Српски назив                        | Изворни назив | Улога               | Напомена |
| 2008.  | Милионер са улице                   |               | Џамал Малик         |          |
| 2010.  | Последњи владар ветрова             |               | Принц Зуко          |          |
| 2011.  | The Best Exotic Marigold Hotel      |               | Сони Капур          |          |
| 2012.  | Све о Чери                          |               | Ендру               |          |
| 2014.  |                                     |               | Алекс               |          |
| 2015.  |                                     |               | Сони Капур          |          |
| 2015.  | Чапи                                |               | Деон Вилсон         |          |
| 2016.  |                                     |               | Сриниваса Рамануџан |          |
| 2016.  | Тек јуче                            |               | Тошио (глас)        |          |
| 2016.  | Лав                                 |               | Сару Брајерли       |          |
| 2018.  | Хотел Мумбај                        |               | Арџун               |          |
| 2018.  |                                     |               | Џеј                 |          |
| 2019.  | Изванредан живот Дејвида Коперфилда |               | Дејвид Коперфилд    |          |
| 2019.  |                                     |               | Наофел (глас)       |          |
| 2021.  | Зелени витез                        |               | Гавејн              |          |